# 山本みち子
山本 みち子（やまもと みちこ、1940年 - ）は、日本の詩人。熊本県出身。

## 来歴
日本文芸家協会、日本現代詩人会、日本詩人クラブ、近江詩人会に所属。詩誌「木々」、「馬車」、「砧」、「ふーが」、「む」で、多彩な詩作品を執筆する。2011年、『夕焼け買い』で第18回丸山薫賞受賞。その他、『オムレツの日』をはじめとする詩集がある。 

## 書籍

### 詩集
- 『夕焼け買い』(2010年、土曜美術社出版販売)
- 『オムレツの日』(2006年、土曜美術社出版販売)
- 『海ほおずき』(2002年、土曜美術社出版販売)
- 『万華鏡』(1996年、潮流社)
- 『きらら旅館』(1993年、本多企画)
- 『やさしい習性』(1988年、黄土社)
- 『雛の影』(1984年、詩学社)
- 『彦根』(1978年、野火の会)